# Замок Наджент
Замок Наджент (англ. Nugent Castle) — один із замків Ірландії, розташований в місті Делвін, графство Західний Міт. Інколи цей замок називають замком Делвін, але замком Делвін називають ще один замок — замок Клонін, що стоїть на околиці міста. Нині замок Наджент в руїнах.

## Історія замку Наджент
Замок Наджент побудував в 1181 році норманський феодал Х'ю де Лейсі після англо-норманського завоювання Ірландії для захисту завойований земель від ірландських кланів, які намагалися повернути собі свої споконвічні землі. Х'ю де Лейсі — лорд Міт збудував замок для брата своєї дружини Гілберта де Наджента (Нуджента), що прибув в Ірландію разом з Х'ю де Лейсі в 1171 році під час завоювання Ірландії і оселився на землі Делвін, що ірландською називалась Делбна Мор. Гілберт де Наджент отримав титул барона Делвін. Пізніше, в 1639 році Річард Наджент — І граф Вестміт на околицях міста побудував собі інший замок, а цей був закинутий і перетворився в руїну. Руїни замку зараз стоять в центрі міста Делвін.
Баронам Делвін постійно загрожували ірландські клани Махон та О'Рейлі, що зберегли свою незалежність від корони Англії і постійно воювали з англо-норманськими феодалами. Проте незалежні ірландські королівства та клани не змогли об'єднатися для протидії англійській агресії. До XVI століття війна йшла з перемінним успіхом, ірландським кланам навіть вдалося потіснити англійських феодалів та колоністів. З приходом до влади Тюдорів в Англії почався новий наступ Англії на ірландські клани. Феодали Надженти та Планкетти почали наступ на клани Махон та О'Рейлі.
У 1532 році Річард Наджент — ХІІ барон Делвін (Чорний Барон) побудував замок Росс на південному березі озера Лох-Шелін на місці давнього замку клану О'Рейлі. ХІІІ барон Делвін — теж по імені Річард Наджент був убитий в бою з кланом О'Рейлі біля Фінеї в 1559 році. До своєї смерті він володів конфіскованими церковними землями в графстві Каван — в Англії пройшла Реформація і землі католицьких монастирів в Ірландії конфісковувались. До часів масової колонізації Ірландії англійськими та шотландськими поселенцями, феодали Наджент володіли великими землями в південному Кавані, в тому числі землями парафій Баллімахуг та Муллагоран. Феодали Наджент завжди були «людьми короля» і мали підтримку зі сторони королівської влади Англії. Феодали Нанджент постійно розширювали свої володіння.
Річард Наджент (Чорний Барон) — ХІІ барон Делвін мав в Ірландії вкрай погану репутацію. Він жорстоко утискував і грабував ірландське населення. Збереглась розповідь про одну історію, що сталася в Росс. Жінка спекла хліб і поклала його на вікно, щоб хліб охолонув. Мимо біг собака і схопив цю буханку хліба. Жінка висунулась у вікно і крикнула: «Злодій!» Собака злякався і кинув хліб. У цей час мимо йшов волоцюга-жебрак, який втомився і ліг під деревом відпочити. Цього дня Чорний Барон виїхав на полювання, почув крики і обурився, що в його володіннях відбуваються різні неподобства. Побачивши жебрака він наказав схопити його і тут же повісити, що і було зроблено. Пізніше містяни знайшли хліб, який вкрав собака, а на місці де повісили невинного жебрака місцеві жителі поставили хрест і пам'ятають цю історію ще й досі, хоча пройшло вже майже 500 років.
Родина Наджент зберегла вірність католицизму не дивлячись на Реформацію в володіннях Англії та переслідування католиків. Крістофер Наджент — XIV барон Делвін придбав нові землі в Каван та в Фінеї. Під час Дев'ятирічної війни в Ірландії в 1594—1605 роках барони Делвін активно підтримували корону Англії.
У 1641 році спалахнуло повстання за незалежність Ірландії. Надженти були католиками, тому стали на бік повстанців. Після придушення повстання Олівером Кромвелем землі були у них конфісковані.
Але одна гілка родини Наджент продовжували жити і володіти землею в Каван, в Фарренконнелл, в баронстві Маунтнаджент, недалеко від замку Росс. Саме ця гілка родини і дала селищу назву Маунтнаджент. Найвідомішою людиною з цієї родини був генерал-майор сер Олівер Наджент, що командував знаменитою 36-й дивізією Ольстера в Першій світовій війні. Останній Наджент жив у Фарренконнелл і помер в 1980-х роках.